# Henry Bathurst (8. hrabia Bathurst)
Henry Allen John Bathurst (ur. 1 maja 1927, zm. 16 października 2011) – brytyjski arystokrata i polityk, najstarszy syn Allena Bathursta, lorda Apsley i Violet Meeking, córki kapitana Bertrama Meekinga.
Wykształcenie odebrał w Eton College. Po wybuchu II wojny światowej wyjechał do prowincji Ontario w Kanadzie. Kontynuował tam naukę w Ridley College w St. Catharines. Po śmierci swojego ojca, który zginął podczas bombardowania Malty w 1942 r., Henry został dziedzicem tytułu hrabiego Bathurst, który to tytuł odziedziczył rok później, po śmierci swojego dziadka, Seymoura. Uzyskał wtedy również prawo do zasiadania w Izbie Lordów.
W 1944 r. Bathurst wrócił do Wielkiej Brytanii i pracował w szpitalu w Cirencester w hrabstwie Gloucestershire. Kontynuował również naukę w oksfordzkim Christ Church. W 1948 r. został porucznikiem 10 regimentu królewskich huzarów (10th Royal Hussars), zaś w 1949 r. kapitanem Royal Gloucestershire Hussars. W latach 1949–1965 nadzorował królewską hodowlę lisów. W latach 1957–1961 pełnił funkcję lord-in-waiting królowej Elżbiety II. W latach 1960–1986 był zastępcą lorda namiestnika Gloucestershire. W latach 1961–1962 był parlamentarnym podsekretarzem stanu w ministerstwie spraw wewnętrznych.
20 marca 1959 r. poślubił Judith Mary Nelson (zm. 25 kwietnia 2001), córkę Amosa Nelsona. Henry i Judith mieli razem dwóch synów i córkę:
- Allen Christopher Bertram Bathurst (ur. 11 marca 1961), lord Apsley, ożenił się z Hilary George i Sarą Chapman, ma dzieci z pierwszego małżeństwa
- Henrietta Mary Lilias Bathurst (ur. 17 października 1962), żona Neila Palmera, ma dzieci
- Alexander Edward Seymour Bathurst (ur. 8 sierpnia 1965), ożenił się z Emmą Sharpe, ma dzieci

Hrabia mieszkał w ostatnich latach życia w Manor Farm w Sapperton w hrabstwie Gloucestershire. Na liście najbogatszych w 2005 r. magazynu Sunday Times zajął 904. miejsce.